# Fernando Zambrano
Fernando Zambrano Sánchez (El Saucejo, Sevilla, 23 de enero de 1949) es un entrenador de fútbol español que en Primera División ha dirigido al Rayo Vallecano y al Atlético de Madrid.
Desde 2009 es secretario técnico de la Real Federación de Fútbol de Madrid.

## Trayectoria
Como jugador, Fernando Zambrano desarrolló su carrera siempre vinculado al Getafe Deportivo, al que llegó en 1971 y en el que jugó durante ocho temporadas, las tres últimas en Segunda División.
Al acabar su etapa como jugador, comenzó a dirigir a equipos de la cantera de la Comunidad de Madrid, como Rayo Vallecano y Atlético de Madrid, hasta que se hizo cargo del CD San Fernando, equipo gaditano al que ascendió a Tercera División.
Tras pasar por los banquillos del CD Valdepeñas y el CD Colonia Moscardó se incorpora en 1993 a la estructura del Rayo Vallecano, donde ejerce como responsable de sus categorías inferiores y como secretario técnico, haciéndose cargo del primer equipo hasta en tres ocasiones, siempre en la Primera División.
La temporada 1998/99 se hace cargo del filial del Atlético de Madrid, con el que acaba en posición de ascenso a Primera, algo que no puede producirse al militar en ella el primer equipo.
De cara a la 1999/2000 sigue al frente del Atlético de Madrid "B", aunque al final de esta se hace cargo del primer equipo, con el que inicia también la temporada 2000/2001, una vez que éste había descendido de categoría.
Tras abandonar el club rojiblanco, su siguiente paso será el Córdoba CF en 2003 y en 2004 el Ciudad de Murcia, ambos en Segunda División.
Antes de incorporarse al equipo técnico de la Real Federación de Fútbol de Madrid estuvo durante dos años al frente de un conjunto toledano, el Atlético Esquivias, hasta la desaparición del club en 2008

## Clubes

### Como jugador
| Club             | País   | Años      |
| ---------------- | ------ | --------- |
| Getafe Deportivo | España | 1971-1979 |

### Como entrenador
| Club                   | País   | Años      |
| ---------------------- | ------ | --------- |
| CD San Fernando        | España |           |
| CD Valdepeñas          | España |           |
| CD Colonia Moscardó    | España |           |
| Rayo Vallecano         | España | 1993-1997 |
| Atlético de Madrid "B" | España | 1998-2000 |
| Atlético de Madrid     | España | 2000      |
| Córdoba CF             | España | 2002-2003 |
| Ciudad de Murcia       | España | 2003-2004 |
| Atlético Esquivias     | España | 2006-2008 |